# 东环街道 (广州市)
东环街道，是中华人民共和国广东省广州市番禺区下辖的一个乡镇级行政单位。

## 行政区划
东环街道下辖以下地区：
富豪社区、江南社区、东环社区、甘棠村、蔡边一村、蔡边二村、蔡边三村、龙美村、东沙村、榄塘村和左边村。

## 铁路车站
- 广惠城际铁路：东环站